# Municipio de Monegaw
El municipio de Monegaw (en inglés: Monegaw Township) es un municipio ubicado en el condado de St. Clair en el estado estadounidense de Misuri. En el año 2010 tenía una población de 256 habitantes y una densidad poblacional de 2,17 personas por km².

## Geografía
El municipio de Monegaw se encuentra ubicado en las coordenadas 38°8′57″N 93°53′2″O / 38.14917, -93.88389. Según la Oficina del Censo de los Estados Unidos, el municipio tiene una superficie total de 118.23 km², de la cual 117,85 km² corresponden a tierra firme y (0,31 %) 0,37 km² es agua.

## Demografía
Según el censo de 2010, había 256 personas residiendo en el municipio de Monegaw. La densidad de población era de 2,17 hab./km². De los 256 habitantes, el municipio de Monegaw estaba compuesto por el 98,44 % blancos, el 0,39 % eran amerindios y el 1,17 % eran de una mezcla de razas. Del total de la población el 0 % eran hispanos o latinos de cualquier raza.